# Удар на обезголовлення
Удар на обезголовлення (англ. decapitation strike) — термін військової стратегії, що значить стратегічну атаку, спрямовану на політичні та військові керівні структури супротивника з наміром зробити неможливою або принаймні значно обмежити його здатність до подальших ворожих дій.

## У ядерній війні
У теорії ядерної війни удар на обезголовлення — це превентивний ядерний удар, спрямований на дестабілізацію військової та цивільної керівної структури супротивника з метою знищити або серйозно зіпсувати його здатність до ядерної відплати. По суті, це варіант контрсилового удару, але спрямований не на пряме знищення зброї, а на позбавлення ворога можливості нею скористатися.
Існують стратегії проти обезголовлення, які включають наступне:
- Розосередження командно-керівних структур.
- Розосередження політичного та військового керівництва під час напруги.
- Делегування можливостей запуску МБР / БРПЧ локальному командуванню на випадок вдалого удару на обезголовлення[4].
- Розосереджені та різноманітні механізми запуску.

Невдала спроба обезголовлення несе в собі ризик негайної масованої відплати противника. Багато країн, які володіють ядерною зброєю, розробляють спеціальний план запобігання спробі удару на обезголовлення, використовуючи засоби другого удару. Такі країни можуть мати різноманітні пускові установки ядерних ракет — підземні, мобільні наземні, морські і повітряні, щоб ядерний напад на певну територію країни не призводив до повного знищення її здатності завдати удару у відповідь (див. також «Ядерна тріада»). Впровадження системи «fail-deadly» також може стати способом як утримання противника від спроб удару на обезголовлення, так і реагування на успішний подібний удар, оскільки гарантує, що країна зможе завдати удар у відповідь навіть в разі ліквідації її вищого керівництва.
Деякі доктрини ядерної війни напряму виключають удари на обезголовлення на тій підставі, що вигідніше зберегти командні структури супротивника, оскільки з ними можна буде вести переговори про капітуляцію або припинення вогню.

## Виноски
1. ↑  Wittmann, Anna M. (2017). Talking Conflict: The Loaded Language of Genocide, Political Violence, Terrorism, and Warfare. Santa Barbara, California: ABC-CLIO. с. 92. ISBN 978-1-4408-3424-0.
2. ↑  Blair, Christopher W.; Horowitz, Michael C.; Potter, Philip B. K. (2022). Leadership Targeting and Militant Alliance Breakdown. The Journal of Politics: 000—000. doi:10.1086/715604. ISSN 0022-3816.
3. ↑  «Words of Intelligence: An Intelligence Professional's Lexicon for Domestic and Foreign Threats», Jan Goldman. Scarecrow Press, Jun 16, 2011. ISBN 0-8108-7814-3, ISBN 978-0-8108-7814-3
4. ↑  Documents on Predelegation of Authority for Nuclear Weapons Use. Архів оригіналу за 18 грудня 2020. Процитовано 1 жовтня 2022. [Архівовано 2020-12-18 у Wayback Machine.]